# Elsi Giauque
Elsi Giauque-Kleinpeter (* 15. November 1900 in Wald; † 11. Dezember 1989 in Ligerz) war eine Schweizer Textilkünstlerin und Kunstlehrerin.

## Leben und Werk
Elsi Giauque studierte von 1918 bis 1922 bei Sophie Taeuber-Arp und Otto Morach an der Kunstgewerbeschule Zürich. Unter der Führung des Schuldirektors Alfred Johann Altherr begann sie im progressiven Marionettentheater mitzuarbeiten. An der Schule lernte sie den ihren späteren Ehemann und Maler Fernand Giauque kennen.
Ab 1925 lebte und arbeite Giauque mit ihrem Mann in Ligerz in einem ehemaligen Rebbauernhaus bei der Ruine Festi, das nach den Bauhaus-Grundsätzen eingerichtet war. Von 1950 bis 1952 wohnte auch Friedrich Dürrenmatt dort.
Die Textilgestalterin Käthi Wenger (1922–2017) war ab 1951 in Giauques Atelier für textile Experimente tätig und für die Ausführung vieler von Giauques bedeutendsten Arbeiten verantwortlich.
Giauque nahm Unterricht bei ihrem Cousin, dem Weber Heinrich Otto-Hürlimann (1900–1964). In der Folge schuf sie Teppiche, Tapisserien, Decken und Stoffe, darunter auch das Werk von 1930 «Hommage an Paul Klee». Zusammen mit ihrem Mann, mit dem sie eine Tochter hatte, nahm sie an nationalen Ausstellungen des Werkbundes und verschiedener Künstlerverbände teil. So war sie ab 1965 regelmässig an den internationalen Textilbiennalen in Lausanne vertreten. Zudem organisierte sie lokale Verkaufsausstellungen.
Giauque gründete 1928 ihr eigenes Marionettentheater und führte dieses in eigener Regie bis 1943. Im gleichen Jahr trennte sich das Paar. Sie schuf dreidimensionale Werke und machte damit die Tapisserie zur Textilskulptur. 1938, 1939 und 1940 erhielt sie den Eidgenössischen Preis für Gestaltung. Nachdem Giauque altershalber ihre Lehrtätigkeit aufgegeben hatte, konnte sie sich auch künstlerisch entfalten. 1987 erhielt sie den Kunstpreis des Kantons Zürich. 
Nach Elsi Giauques Tod lebte Käthi Wenger weiterhin mit Giauques Tochter Pia Andry auf der Festi und kümmerte sich um den Nachlass ihrer Mentorin.